# بالگردگاه اماسیویک
بالگردگاه اماسیویک (به انگلیسی: Ammassivik Heliport) یک فرودگاه همگانی است. این فرودگاه در کشور گرینلند قرار دارد.